# Совјетски Савез
Совјетски Савез (рус. Сове́тский Сою́з), званично Савез Совјетских Социјалистичких Република (скр. СССР), била је држава на великом делу севера региона Евроазије која је постојала од 1922, до распада, 1991. Формирање Совјетског Савеза је билo кулминација Октобарске револуције. То је била прва социјалистичка држава на свету, са политичком организацијом коју је дефинисала Комунистичка партија Совјетског Савеза. Територија Совјетског Савеза је варирала, а у најскоријим временима је приближно одговарала територији позне Руске Империје, уз значајне изузетке Пољске и Финске.
У Уједињеним нацијама је СССР укупно имао три места, с обзиром да су поред самог Совјетског Савеза место у УН имали и Белоруска ССР и Украјинска ССР. Све три државе спадају у земље осниваче Уједињених нација, иако су Украјинска и Белоруска ССР биле саставни део Совјетског Савеза.

## Историја
Совјетски Савез је дошао на место Руске Империје, чији је последњи монарх, император Николај II владао до 1917.
Модерне револуционарне активности у Русији су започеле устанком декабриста 1825. године; мада је кметство укинуто 1861, то је учињено под условима који су били неповољни за сељаке, што је охрабрило револуционаре. Након револуције 1905. године основан је парламент, државна дума (1906), али је цар наставио да се одупире преласку са апсолутистичке на уставну монархију. Притом се настојање да се, у духу тадашњих доминантних политичких вредности, створи јака и јединствена руска нација у коју би били интегрисани и неруски народи, показало претешким и нереалним, па су све више земљу потресали и међунационални сукоби. Политички и социјални немири су настављени, а током Првог светског рата су погоршани, услед војних пораза и несташице хране.

### Револуције и грађански рат
Спонтани народни устанак у Петрограду, као одговор на ратно распадање руског благостања и морала, кулминирао је обарањем царске владе у марту 1917. (види Фебруарска револуција). Аутократија је замењена привременом владом, чије вође су намеравале да успоставе демократију у Русији и да наставе да учествују у савезничким ратним напорима. У исто време су се у земљи раширили раднички савети (совјети), како би осигурали права радничке партије. Радикални Бољшевици, под вођством Владимира Лењина, залагали су се за социјалистичку револуцију у совјетима и на улицама. Они су преузели власт у привременој влади новембра 1917. (види Октобарска револуција). Тек после дугог и крвавог Руског грађанског рата (1918—1921), који се састојао и у борби владиних снага и страних трупа у разним деловима Русије, осигуран је нови комунистички режим. Тада је и званично напуштен курс "светске револуције", односно активног мешања совјетских комунистичких одреда у политичке прилике суседних новооснованих земаља, што је омогућило Совјетском Савезу сређивање унутрашњих прилика те постепену поновну афирмацију на светској политичкој сцени. 

#### Пољско-совјетски рат
Миром у Риги, почетком 1921, подељена је спорна територија у Белорусији и Украјини између Пољске и Совјетске Русије. Са Естонијом и Финском су потписани уговори о разграничењу, док је једнострано припајање Бесарабије Румунији стављено Ад хок, без да је Совјетски Савез икада признао промену границе; делом и зато што анексију Бесарабије нити Друштво народа нити већина тадашњих сила нису признале као легитимно. 

### Савез Совјетских Социјалистичких Република
Совјетски Савез је основан у децембру 1922. као унија руске, украјинске, белоруске и закавкаске совјетске републике, на чијем челу су биле бољшевичке партије.
Од својих првих година, влада Совјетског Савеза је била базирана на једнопартијској власти комуниста, како су Бољшевици себе називали од марта 1918. После необичне економске политике ратног комунизма за време грађанског рата, када је совјетска влада дозволила да одређена приватна економска активност коегзистира са национализованом индустријом током 1920-их и потпуно одузимање хране на селу је замењено порезом у храни. Дебата о будућности привреде је пружила подлогу совјетским лидерима за борбу око власти након Лењинове смрти 1924. Постепеним консолидовањем свог утицаја и изоловањем ривала унутар партије, посебно Лењиновог очигледнијег наследника Лава Троцког, Јосиф Стаљин је постао самостални вођа Совјетског Савеза крајем 1920-их.
Стаљин је 1928. представио први петогодишњи план за изградњу социјалистичке привреде. У индустрији је држава преузела контролу над свим постојећим предузећима и започела интензиван програм индустријализације; у пољопривреди је држава присвојила имовину сељака да би успоставила колективне фарме (види Колективизација у Совјетском Савезу). Совјетски Савез је постао велика индустријска сила; али је имплементација плана раширила беду у неким сегментима становништва. Колективизација се суочила са отпором кулака, што је резултовало огорченом борбом многих сељака против власти, глађу (Совјетска глад 1930–1933) и можда и милионима жртава (највише процене 14,5 милиона), посебно у Украјини. Социјални преврати су настављени и средином 1930-их, кад је Стаљин започео чистку у партији (види Велике чистке); из овог процеса је израсла кампања терора која је довела до егзекуције (највише процене 1 милион), затварања и протеривања (највише процене 9,5 милиона) људи (види Гулаг). Ипак, упркос овим немирима, Совјетски Савез се развио у моћну индустријску привреду у годинама пре Другог светског рата.

#### Други светски рат

##### Споразум Рибентроп—Молотов
Мада је Стаљин покушао се удружи са Немачком закључујући Споразум Рибентроп—Молотов (1939—1941). Немачка је извршила инвазију на Совјетски Савез.
- Европа Другог светског рата (1939)
- Европа Другог светског рата (1940)
- Европа Другог светског рата (1941)

##### Велики отаџбински рат
Црвена армија је зауставила нацистичку офанзиву у Стаљинградској бици (1943), те кренула у контраофанзиву кроз источну Европу до Берлина, натеравши Немачку да се преда 1945. (види Источни фронт (Други светски рат)). Иако је опустошен у рату, Совјетски Савез је из рата изашао као призната велика сила.
- Инвазија Совјетског Савеза (1941)
- Европа Другог светског рата (1941—1942)
- Европа Другог светског рата (1943—1945)

Дан победе над фашизмом је дан када је нацистичка Немачка потписала капитулацију у Другом светском рату.
Наиме 9. маја 1945. године совјетски маршал Жуков ратификовао је испред Савезника споразум о немачкој капитулацији, који је дан раније у име Трећег рајха потписао немачки фелдмаршал Вилхелм Кајтел.
Слави се 9. маја, иако је Други светски рат коначно завршен тек 2. септембра неколико месеци касније безусловном капитулацијом царског Јапана после трагичне употребе атомске бомбе у Хирошими и Нагасакију, те Совјетске операције Августовска олуја, у кампањи против Јапана пред крај Другог светског рата.

##### Англо-совјетска инвазија на Иран
Иранска криза 1946. је настала услед одбијања Совјета да предају иранске територије које је током Другог светског рата окупирала Црвена армија. Савезници су сумњали да би шах Ирана, Реза Шах Пахлави, могао да се сврста на страну сила Осовине, па су након нацистичке инвазије на СССР 1941, Уједињено Краљевство и Совјетски Савез окупирали Иран како би спречили да се ово евентуално догоди. Шах је збачен са власти и послат у егзил на Маурицијус, а његов син, Мухамед Реза Пахлави је постао нови краљ. Током остатка рата, Уједињено Краљевство и Сједињене Државе су користиле територију Ирана као важну линију преко које су дотурали помоћу Совјетском Савезу за борбу против нацистичке Немачке.
Иранска криза представља једну од првих епизода Хладног рата.

#### Хладни рат
У кратком послератном периоду, Совјетски Савез је прво обновио, а онда проширио своју привреду, контролисану искључиво из Москве. Совјетски Савез је консолидовао свој утицај у источној Европи, пружао помоћ комунистима у Кини и тежио да прошири свој утицај свуда у свету. Овако активна спољна политика је била један од разлога што су ратни савезници Совјетског Савеза (САД и Уједињено Краљевство) постали његови непријатељи (види Хладни рат). Совјетски Савез 29. августа 1949. је тестирао своју прву атомску бомбу, тест је успео и СССР је постао друга светска нуклеарна сила.
У недостатку прихватљивог наследника, Стаљинови најближи сарадници су изгласали да ће владати Совјетским Савезом заједно, мада се борба за власт одржавала иза фасаде колективног вођства. Никита Хрушчов, који је победио у борби за власт до средине 1950-их је одбацио Стаљинове мере терора и донекле олабавио репресивну контролу над партијом и народом (види Дестаљинизација). Такође је дошло до промене курса у спољној политици, уз отопљавање односа са СФРЈ и западом. Ипак, Хрушчовљеве реформе у пољопривреди и администрацији су уопште узев биле непродуктивне.
Октобра 1962. амерички шпијунски авион открио је један балистички пројектил на лансирном месту на Куби. Џон Кенеди је одмах захтевао да се ракете уклоне и наредио поморску блокаду Кубе. У време Кубанске ракетне кризе америчка предност у стратешком оружју била је 17:1 и војске СССР и САД биле су у стању приправности, па је тако свет током два дана 1962. године живео на ивици нуклеарног рата. Потом је Хрушчов повукао пројектиле са Кубе, а заузврат добио обећање од САД да ће повући своје пројектиле из Турске и да никада неће напасти Кубу.
Колеге у руководству Совјетског Савеза су смениле Хрушчова 1964. Након смене Хрушчова је уследио још један период колективног руковођења, који је трајао док се Леонид Брежњев није устоличио као доминантна фигура у Совјетском Савезу почетком 1970-их. Брежњев је председавао у периоду „примирја” у Хладном рату са западом, док је у исто време градио совјетску војну силу; ово наоружавање је допринело прекиду „примирја” у касним 1970-им. Још један фактор је била Совјетска инвазија Авганистана у децембру 1979.

##### Совјетско-авганистански рат
Совјетски рат у Авганистану (27. децембар 1979 — 15. фебруар 1989) деветогодишњи је рат СССР против антисовјетских трупа које су се бориле против марксистичке владе у Авганистану. Совјети су подржавали владу док су устаници добијали помоћ од разних земаља: САД, Пакистана и Кине.
Два развоја догађаја су доминирала у деценији која је следила: све очигледнији распад економских и политичких структура Совјетског Савеза, као и неуспели реформски покушаји заустављања ових процеса. Након брзих измена на власти Јурија Андропова и Константина Черненка, личности са дубоко укорењеном Брежњевском традицијом, енергични Михаил Горбачов је начинио значајне промене у привреди и руководству партије.

##### Гласност и перестројка
Гласност је била политика Михаила Горбачова која је почела да се уводи 1985. године. Горбачовљев циљ у спровођењу реформе »гласност« је био да изврши притисак на конзервативце унутар Партије, који су се противили његовој политици економске реконструкције, тј. перестројки.
Његова политика, перестројка је покушала да промени досадашњу политику централног управљања, али Горбачов није успео да исправи кључне мане совјетског система; до 1991, када је завера тврдолинијаша у влади открила слабост Горбачовљеве политичке позиције, крај Совјетског Савеза је био на видику.

#### Распад
Дана 25. децембра 1991, Горбачов је дао оставку на место председника Совјетског Савеза и предао дужност Борису Јељцину. Наредног дана се Совјетски Савез званично распао и до краја године су све званичне совјетске институције престале са радом.

## Совјетске социјалистичке републике
| Совјетске републике | Независне државе                 |
| ------------------- | -------------------------------- |
| Азербејџанска ССР   | Азербејџан, Нагорно-Карабах      |
| Белоруска ССР       | Белорусија                       |
| Грузијска ССР       | Грузија, Абхазија, Јужна Осетија |
| Естонска ССР        | Естонија                         |
| Јерменска ССР       | Јерменија                        |
| Казашка ССР         | Казахстан                        |
| Киргиска ССР        | Киргистан                        |
| Летонска ССР        | Летонија                         |
| Литванска ССР       | Литванија                        |
| Молдавска ССР       | Молдавија, Придњестровље         |
| Руска СФСР          | Русија                           |
| Таџичка ССР         | Таџикистан                       |
| Туркменска ССР      | Туркменистан                     |
| Узбечка ССР         | Узбекистан                       |
| Украјинска ССР      | Украјина                         |

## Друштво и култура
Култура Совјетског Савеза прошла је кроз неколико фаза током 70 година постојања државе. Током првих једанаест година након Октобарске револуције (1918—1929), постојала је релативна слобода и уметници су експериментисали са неколико различитих стилова у потрази за препознатљивим стил совјетске уметности. Лењин је желео да уметност буде доступна руском народу. С друге стране, стотине интелектуалаца, писаца, уметника било је протерано или су погубљени, а њихов рад забрањен, на пример Николај Гумилев (погубљен због завере против бољшевичке власти) и Јевгениј Замјатин (забрањен му рад).
Влада је подстицала различите трендове. У уметности и књижевности, бројне школе, неки традиционалне, а други радикално експерименталне, јако су се развиле. Комунистички писци Максим Горки и Владимир Мајаковски су били активни у том периоду. Филм, као средство за утицај на углавном неписмено друштво, потицан је од државе; много најбољих дела режисера Сергеја Ејзенштајна датира из тог периода.
Касније, за време Стаљинове владавине, совјетску културу је карактерисао успон и доминација социјалистичког реализма, наметнутог од стране владе, а сви остали трендови бити су потиснути, са ретким изузецима, на пример радови Михаила Булгакова.
Након Хрушчовљеве политике отапања касних 1950-их и раних 1960-их, цензура је смањена. Током овог времена, совјетску културу карактерисао је конформистички јавни живот и интензиван фокус на личном животу. Већа експериментисања у уметничким формама поново су била дозвољена, са резултатом развоја софистициранијег и више критичког рада. Влада је попустила и свој нагласак на социјалистичком реализму; тако се на пример многи протагонисти романа Јурија Трифонова баве проблемима свакодневног живота, а не са изградњом социјализма. Дисидентска књижевност, позната као самиздат, развила се током овог касног периода. У архитектури, у Хрушчовљево доба се углавном фокусирало на функционални дизајн, за разлику од веома кичастог стила Стаљинове епохе.
У другој половини 1980-их, Горбачовљева политика перестројке и гласности значајно су омогућиле слободу изражавања у медијима и штампи.
Култура овог периода дала је нека од најеминентнијих имена руске уметности и науке, као што су:
- писци: Максим Горки, Владимир Мајаковски, Михаил Шолохов и Александар Солжењицин
- музичари: Виктор Цој
- научници: Константин Циолковски, Сергеј Корољов и Лав Ландау

### Свемирска трка
- Спутњик је био први вештачки сателит лансиран у орбиту, 4. октобра 1957. године у част годишњице Октобарске револуције
- Лајка је био први од совјетских паса послатих у свемир, први живи сисар послат у Земљину орбиту и прва орбитална жртва
(3. новембар 1957)
- Јуриј Гагарин је први човек у свемиру
(12. април 1961)
- Валентина Терешкова је руска космонауткиња, прва жена у свемиру
(16. јун 1963)

## Привреда

### Нова економска политика
Нова економска политика (акроним: НЕП; рус. Новая экономическая политика) био је један период у историји Совјетског Савеза између 1921. и 1928. године у ком је нова совјетска власт допустила обнову неких елемената капиталистичке привреде у земљи с циљем побољшања економских прилика.
Прави узрок према том заокрету била је политика ратног комунизма, на снази од 1918. до 1921, која је довела националну економију до колапса. Све отвореније побуне и демонстрације против такве политике и окретање симпатија које су сељаци испочетка имали за њих навела је руководиоце комунистичке партије и њиховог вођу Лењина, о потреби стратешког одустајања од даљњих радикалних реформи и реконструкцију неких старијих облика привреде у циљу одржавања на власти.

### Колективизација
Колективизацији у Совјетском Савезу под Стаљином спроведена између 1928 и 1940. Циљ ове политике био је да учврсти индивидуалну земљишта и радне снаге у колективне фарме: углавном колхози и совхози.

### Саобраћај и везе
Аерофлот национална авио-компанија Совјетског Савеза је била највећа авио-компанија на свету.
Тупољев Ту-144 је био први суперсонични путнички авион на свету.
Лада, или у Русији познатија под именом ВАЗ (Волшки Аутомобилски Завод), најпознатија је руска фабрика аутомобила и такође фабрика са највећом производњом аутомобила у Русији.

### Енергетски сектор
Енергетска политика Совјетског Савеза је важна карактеристика совјетског планирања од Владимира Лењина. СССР је практично енергетски независна држава, развој енергетског сектора отпочели са Стаљинском аутаркији политиком. Током 70 година постојања земље, примарни начин обезбеђивања економског раста били су засновани на великим улазима природних ресурса. Али од 1960-их овај метод је мање ефикасан. За разлику од других народа који су делили исто искуство, технолошке иновације нису биле довољно јаке да замене енергетски сектор на значају.

#### Чернобиљска катастрофа
Чернобиљска катастрофа је нуклеарна несрећа која се догодила 26. априла 1986. у нуклеарној електрани у близини града Чернобиљ у Украјини. Сматра се да је то највећа еколошка катастрофа у историји нуклеарне енергије.

### Савет за узајамну економску помоћ
Савет за узајамну економску помоћ (руски: Совет экономической взаимопомощи, СЭВ, српска скраћеница СЕВ), 1949—1991, била је економска организација под вођством Совјетског Савеза који чине земље из Источног блока заједно са бројним социјалистичким земљама у другим деловима света. СЕВ је одговор Источног блока на формирање Организације за европску економску сарадњу у Западној Европи.

### Период стагнације
После одређеног експериментисања са економским реформама средином 1960-их, совјетско руководство се вратило старим методама економске политике. Индустрија је показивала спор, али стабилан раст током 1970-их, док је пољопривредни развој наставио да заостаје. Као супротност револуционарном духу који је пратио рађање Совјетског Савеза, преовлађујуће расположење совјетског руководства у време смрти Брежњева, 1982. је била аверзија према променама.

#### Перестројка
Перестројку је увео Михаил Горбачов и она је представљала реформу која је требало да подигне совјетску привреду, која је већ од почетка осамдесетих година почела да стагнира. План је био да се промени неефикасна командована привреда и да се уведе децентрализована, тржишно оријентисана привреда.

## Црвена армија
Црвена армија (рус. Красная Армия) скраћено је име за Црвену армију радника и сељака (рус. Рабоче-Крестьянская Красная Армия), оружану снагу коју су створили бољшевици током Руског грађанског рата 1918. Ова организација је постала војска Совјетског Савеза након његовог оснивања 1922. Црвена боја у имену се односи на боју крви коју је пролила радничка класа у својој борби против капитализма. Иако је Црвена армија 1946. променила име у Совјетска армија, људи су и даље користили термин „Црвена армија” и касније, током Хладног рата.

### Трка у наоружању
Трајала је до почетка ’70-их година када је амерички председник Ричард Никсон започео политику детанта (попуштање у напетости) у односима са СССР. Први споразум о ограничењу нуклеарног наоружања потписали су Никсон и совјетски вођа Леонид Брежњев 26. маја 1972. године у Москви. Други споразум о ограничењу наоружања представљао је завршетак друге рунде споразума и преговора (1972—1979). Потписан је у Бечу 18. јуна 1979. године од стране Леонида Брежњева и председника САД, Џимија Картера. Шест месеци после потписивања СССР је напао Авганистан и зато споразум никад није био прихваћен од стране америчког Сената. Услови споразума су били само испоштовани.

### Тајне службе
Феликс Ђержински био је комунистички револуционар, учесник Октобарске револуције и први директор совјетске тајне полиције Чека. Чрезвичајнаја комисија или скраћено Чека (рус. Всероссийская чрезвычайная комиссия по борьбе с контрреволюцией и саботажем), била је прва совјетска тајна служба, из које су се развиле будуће. Њен примарни задатак била је борба против саботажа и контрареволуционарних снага у новоформираној РСФСР. Мада су совјетски органи безбедности често током своје историје мењали имена, осим Чеке, која је 1922. године реорганизована, најпознатије су још НКВД (рус. Народный комиссариат внутренних дел) и КГБ (рус. Комите́т госуда́рственной безопа́сности CCCP). Народни комесаријат унутрашњих послова, скраћено НКВД, свој најпродуктивнији период забележио је у време Стаљинове политике познате као Велика чистка, под руководством Генриха Јагоде и Николаја Јежова. У време након Другог светског рата, дошло је до фузионисања органа државне безбедности и унутрашњих послова, да би 13. марта 1954. године, својим оснивањем, Комитет државне безбедности (КГБ) преузео послове из области унутрашње и спољне безбедности, насупрот Министарству унутрашњих послова (МВД), које је имало фокус на унутрашњој безбедности. Расформиран је 1991. године, а наследила га је актуелна служба безбедности Руске Федерације, Федерална служба безбедности (ФСБ).
- Амблем Чеке
- Амблем НКВД
- Амблем КГБ

## Политика
Влада Совјетског Савеза је управљала привредом и друштвом земље. Она је спроводила одлуке које је доносила водећа политичка институција у земљи, Комунистичка партија Совјетског Савеза (КПСС).
У касним 1980-им, влада је имала многе карактеристике сличне западним, демократским политичким системима. На пример, устав је успостављао све органе владе и давао је грађанима серију политичких и грађанских права. Законодавно тело — Конгрес Народних Представника — и његова регуларна легислатура — Врховни совјет —, представљали су начело народног суверенитета. Врховни совјет, који је имао изабраног председавајућег који је био шеф државе, надгледао је савет министара, који је деловао као извршна грана владе. Председавајући савета министара, чији избор је одобравала легислативна грана, деловао је као председник владе. Уставно базирана судска грана власти је укључивала судски систем, са врховним судом на врху, који је био одговоран за надгледање придржавања совјетског закона владиних тела. Према Совјетском уставу из 1977, влада је имала федералну структуру, допуштајући републикама одређени ауторитет над политиком спровођења и понуде учествовања националних мањина у процесу одлучивања о пословима од њиховог интереса.
У пракси, ипак, влада се доста разликовала од западњачких система. Током касних 1980-их, КПСС је обављала многе функције које су у другим земљама обављале владе. На пример, партија је одлучивала о алтернативама политике коју ће влада спроводити. Влада је само ратификовала одлуке партије, да би их учинила правно легитимним. КПСС је користила разне механизме да осигура да влада прати њену политику. Партија је користећи свој ауторитет постављала лојалне људе на руководеће позиције у влади, где су они пратили норме демократски централизам. Партијска тела су будно пратила поступке владиних министарстава, агенција и законодавних органа.
Састав совјетског устава се у многим деловима разликовао од типичних западних устава. Уопштено је описивао постојеће политичке односе, које је одређивала КПСС, а није прописивао идеалан сет политичких односа. Устав је био дугачак и детаљан и давао је техничке спецификације за појединачне органе владе. У устав су биле укључене политичке изјаве, попут спољнополитичких циљева, а давао је и теоријску дефиницију држава у идеолошком оквиру марксизма и лењинизма. КПСС је могла да коренито измени устав или да га изнова напише, као што је чинила више пута.
Савет министара је деловао као извршно тело владе. Његове најзначајније дужности су биле у управљању привредом. Савет је био под контролом КПСС, а председавајући — Премијер Совјетског Савеза—је увек био члан политбироа. Савет, који је 1989. бројао преко 100 чланова, био је превелик и сувише незграпан да би деловао као јединствено извршно тело. Савет Председништва врховног совјета, сачињен од водећих економских администратора и руковођен од стране председника, имао је доминантну улогу у савету министара.
Према уставу, по амандману из 1988, највише законодавно тело у Совјетском Савезу је био Конгрес Народних Представника, који је сазван први пут у мају 1989. Главни задаци конгреса су били избор Врховног совјета и избор председавајућег Врховног совјета, који је имао функцију шева државе. Теоретски, Конгрес Народних Представника и Врховни совјет имали су енормну законодавну моћ. Ипак, у пракси, конгрес се састао само пар пута током 1989, да би одобрио одлуке партије, савета министара и сопственог Врховног совјета. Врховни совјет, председништво врховног совјета, председавајући Врховног совјета и савет министара су имали значајан ауторитет у прописивању закона, декрета, резолуција и аката. Конгрес Народних Представника је имао ауторитет да ратификује ове одлуке.
Судство није било независно. Врховни суд је надгледао ниже судове и примењивао закон, како пише у уставу, или како га интерпретира Врховни совјет. Уставни надзорни комитет је надгледао уставност закона и аката. Совјетски Савез није имао супарничку судску процедуру. По совјетском закону, који је проистекао из римског закона, тужилац је радио заједно са судијом и адвокатом одбране како би осигурали да се у грађанским и кривичним парницама сазна истина, а нису постојали адвокати за и против оптуженог.
Совјетски Савез је био федерална држава, сачињена од петнаест република спојених у теоретски добровољној унији. Серија територијалних јединица је чинила републике. Републике су такође имале јурисдикције у сврху заштите интереса националних мањина. Републике су имале своје уставе, који су заједно са све-савезним уставом, пружали теоријску поделу моћи у Совјетском Савезу. Како год, 1989. године су КПСС и централна влада задржали сав значајан ауторитет, одређујући смернице које су извршавале републичке, покрајинске, обласне и окружне владе.

## Спољни односи
На почетку Совјетски Савез није био дипломатски признат од стране већине земаља, али је до касних 1980-их имао званичне односе са већином земаља у свету. Совјетски Савез је такође прешао дугачак пут од аутсајдера у међународним организацијама и преговорима, до једног од арбитара о судбини Европе након Другог светског рата. Био је чланица Уједињених нација од оснивања (1945) и једна од пет сталних чланица Савет безбедности УН који је имао право да стави вето на било коју резолуцију СБ (види Совјетски Савез и Уједињене нације).
СССР је постао једна од две светске суперсиле и на тој позицији је опстао четири деценије, одржавајући премоћ у Источној Европи (види Варшавски пакт), војну снагу, помоћ земљама у развоју и научни развој, посебно у свемирској технологији и наоружању. Напори Совјетског Савеза да прошири свој утицај или контролу на многе државе и народе су резултовали формирањем социјалистичких држава широм света.

## Демографија
293.047.571 (процена, 1991)